# Tribos judaicas da Arábia
As tribos judaicas da Arábia eram as tribos árabes que professavam a fé judaica e habitavam a península Arábica antes e durante o advento do islamismo. Não é claro se seus ancestrais eram originalmente israelitas, se eram tribos genealogicamente árabes que se converteram ao judaísmo, ou uma mistura de ambos. As tradições judaicas registram a existência de tribos nômades como os recabitas, que se converteram ao judaísmo ainda na Antiguidade.

## Tribos
Entre algumas das tribos árabes judaicas atestadas historicamente estão:
- Banu Aus[1][2] fugiram da Síria sob o domínio gassânida, e posteriormente abandonaram Medina, depois de serem expulsos por Maomé, retornando à Síria
- Banu Harite[1][2]
- Banu Juxame[1][2]
- Banu Najar[1][2]
- Banu Cainuca[1][2]
- Banu Saída[1][2]
- Banu Xutaiba[1][2]
- Clã de Jafna, dos Banu Thal'aba, membros exilados dos Banu Gaçane - embora ambas as tribos não fossem judaicas, tinham membros judeus, enquanto o Clã de Jafna era puramente judeu.[1][2][3]
- Banu Zaura[4]
- Banu Zuraique[1][2] - no folclore islâmico Labid ben Asam era um jinn (gênio) judaico que lançou um feitiço sobre Maomé, impedindo o profeta de ter relações sexuais com suas esposas,[5] o que explicaria ele não ter tido descendentes do sexo masculino.
- Banu Cudá - tribo himiarita de conversos ao judaísmo.[6]
- Banu Curaiza — subclã dos al-Kāhinān localizados em Medina (Iatrebe), a "família principal" fugiu da Síria gassânida, e posteriormente abandonou Medina após serem expulsos por Maomé, retornando à Síria.
- Banu Nadir — subclã dos al-Kāhinān, localizados em Medina (Iatrebe).